# Rainha de Portugal (fragata)

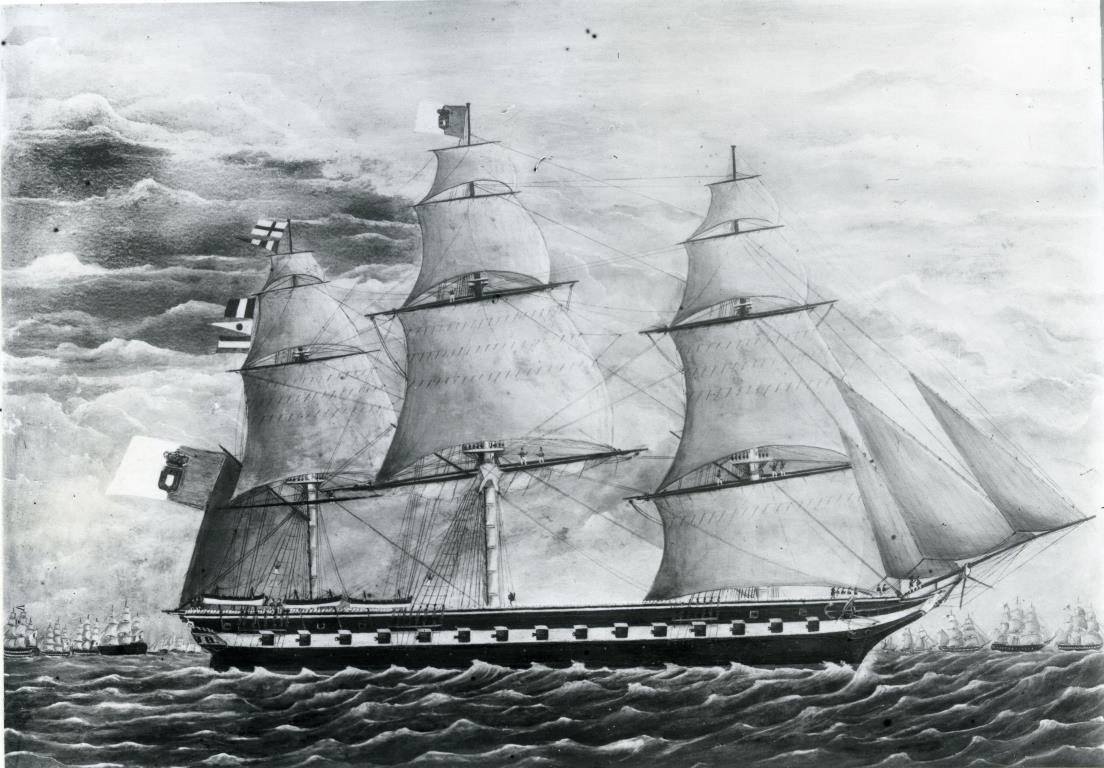
A fragata Rainha de Portugal.

Rainha de Portugal (1831-1854) foi uma fragata da Armada Portuguesa resultante da adaptação ao serviço naval do navio mercante inglês Congress, de 1200 toneladas, comprada em 1831 pela Comissão de Aprestos Expedicionários para servir a causa liberal. A fragata era aparelhada a galera com uma alcaxa pintada de branco e manteve-se ao serviço da Marinha de Guerra Portuguesa até ser vendida em 1854.

## Descrição
A fragata Rainha de Portugal tinha como principais características um comprimento fora-a-fora de 47,85 m, uma boca de 11,55 m e um pontal de 7,59 m. A sua lotação em 1842 era de 350 homens.
Este navio prestou um bons serviços à causa de D. Pedro IV. Em 1832 conduziu D. Pedro para os Açores, incluída na primeira Esquadra Liberal. Integrou a expedição dos 7500 bravos do Mindelo. Largou por duas vezes, sob o comando do almirante George Rose Sartorius, com o objectivo de bloquear Lisboa e Setúbal. Integrou a Expedição Liberal ao Algarve como navio-chefe, em 1833, sob o comando do almirante Charles John Napier. Achou-se na batalha naval do Cabo de São Vicente. Cooperou na defesa de Lisboa, com o intuito de que os miguelistas não retomassem a cidade.
A bordo desta frgata, surta na baía de Angra, na ilha Terceira, foram publicados, a 3 de março de 1832, os manifestos de D. Pedro IV anunciando que ia assumir a regência de Portugal até ao restabelecimento do governo legítimo da rainha D. Maria II, porque o seu irmão, D. Miguel, falhara com a sua palavra.
Desde 1846 até 1849, a fragata esteve fundeada no Tejo onde serviu de registo do porto e de lazareto de observação. Depois serviu como quartel do Corpo de Marinheiros. Foi vendida a Vicente Guimar, por 1 226 000 réis, em 30 de janeiro de 1854.